# Kwartalnik Filmowy
Kwartalnik Filmowy – polskie czasopismo filmoznawcze, wydawane od 1951 do 1965 roku, a następnie reaktywowane w roku 1993. Obecną redaktor naczelną pisma jest Karolina Kosińska. Z pismem współpracują m.in. Zbigniew Benedyktowicz, Tadeusz Sobolewski, Roman Gutek, Maryla Hopfinger, Małgorzata Hendrykowska, Marek Hendrykowski i Andrzej Gwóźdź. Jest kwartalnikiem, ukazującym się w formie numerów monograficznych, skupiających się na konkretnym temacie. Wydawany przez Instytut Sztuki PAN.

## Historia pisma
"Kwartalnik Filmowy" powołano do istnienia w 1951 roku, realizując w ten sposób pomysł założenia polskiego pisma filmoznawczego, jaki narodził się na Zjeździe Filmowym w listopadzie 1949. Redaktorem naczelnym nowego periodyku został Jerzy Toeplitz, wydawcą natomiast – Państwowy Instytut Sztuki. W 1958 roku rolę wydawcy przejęły Wydawnictwa Artystyczne i Filmowe, które pełniły ją aż do zawieszenia pisma w 1965. Do tego roku z periodykiem związani byli m.in. Zbigniew Czeczot-Gawrak (od 1951 do 1959 sekretarz redakcji, później zastępca redaktora naczelnego do 1964), Alicja Helman (sekretarz redakcji od 1959, zastępca redaktora naczelnego od 1964), Danuta Karcz (sekretarz redakcji od 1961), Regina Dreyer (komitet redakcyjny), Aleksander Ford (komitet redakcyjny), Wanda Jakubowska (komitet redakcyjny), Tadeusz Karpowski (komitet redakcyjny), Jerzy Bossak (komitet redakcyjny), Bolesław W. Lewicki, Zofia Lissa, Jerzy Płażewski, Krzysztof Teodor Toeplitz, Władysław Banaszkiewicz i Hanna Książek-Konicka. W 1965 wydawanie pisma zawieszono.
"Kwartalnik Filmowy" reaktywowano w 1993 roku, redaktorem naczelnym pisma został wtedy Janusz Gazda, który pełnił tę funkcję do 1998 roku, kiedy to został zastąpiony przez Teresę Rutkowską. W roku 2019 Teresę Rutkowską zastąpiła na stanowisku redaktor naczelnej Karolina Kosińska.

## Charakter pisma
W zamyśle władz pismo miało początkowo pełnić prawdopodobnie rolę propagatora założeń socrealizmu w polskiej kinematografii. Faktycznie początkowo ukazywały się w "Kwartalniku Filmowym" artykuły o takim charakterze, popularyzowano także kinematografię radziecką. Jednocześnie jednak już wtedy publikowano artykuły o kinie zachodnim.
Po odwilży 1956 władza rozluźniła rygor socrealizmu, a tym samym "Kwartalnik Filmowy" mógł odejść od związanej z nim tematyki. Aż do 1965 roku periodyk publikował artykułu poświęcone teorii i historii filmu, psychologii odbioru dzieła filmowego, edukacyjnej roli filmu, sylwetkom i dokonaniom wybitnych reżyserów, recenzje krytyczne, zapoznawał odbiorcę z kinem zagranicznym i tendencjami w badaniach filmoznawczych oraz drukował sprawozdania z międzynarodowych festiwali filmowych. Wydano kilka numerów monograficznych (m.in. o aktorstwie, filmie dokumentalnym i animowanym).
Po reaktywacji pisma w 1993 "Kwartalnik..." wydawany jest głównie w formie numerów monograficznych poświęconych konkretnym zagadnieniom (m.in. sztuce operatorskiej, animacji, narracji filmowej, kinu kobiecemu czy adaptacjom filmowym) lub twórcom (m.in. Andrzejowi Tarkowskiemu, Krzysztofowi Kieślowskiemu czy Andrzejowi Wajdzie). Ponadto na jego łamach drukowane są recenzje publikacji filmoznawczych, artykuły z zakresu teorii filmu czy dotyczące ważnych wydarzeń kinematografii polskiej i światowej oraz kalendarium filmowe.